# Lisa Weiß
Lisa Weiß (Düsseldorf, Alemania Occidental; 29 de octubre de 1987) es una futbolista alemana. Juega como Guardameta en el VfL Wolfsburgo de la Bundesliga Femenina de Alemania.

## Clubes
| Club              | País       | Año             |
| ----------------- | ---------- | --------------- |
| Lohausener SV     | Alemania   | 2006            |
| FCR 2001 Duisburg | Alemania   | 2006 - 2007     |
| SGS Essen         | Alemania   | 2007 - 2018     |
| Olympique de Lyon | Alemania   | 2018 - 2020     |
| Aston Villa       | Inglaterra | 2020 - 2021     |
| VfL Wolfsburgo    | Alemania   | 2021 - presente |

## Títulos

### Campeonatos nacionales
| Título          | Club              | País    | Año     |
| --------------- | ----------------- | ------- | ------- |
| Copa de Francia | Olympique de Lyon | Francia | 2018-19 |
| Division 1      | Olympique de Lyon | Francia | 2018-19 |

### Campeonatos internacionales
| Título            | Equipo               | Sede      | Año     |
| ----------------- | -------------------- | --------- | ------- |
| Eurocopa Femenina | Selección de Alemana | Finlandia | 2009    |
| Liga de Campeones | Olympique de Lyon    | Hungría   | 2018-19 |